# Brug Nigtevecht

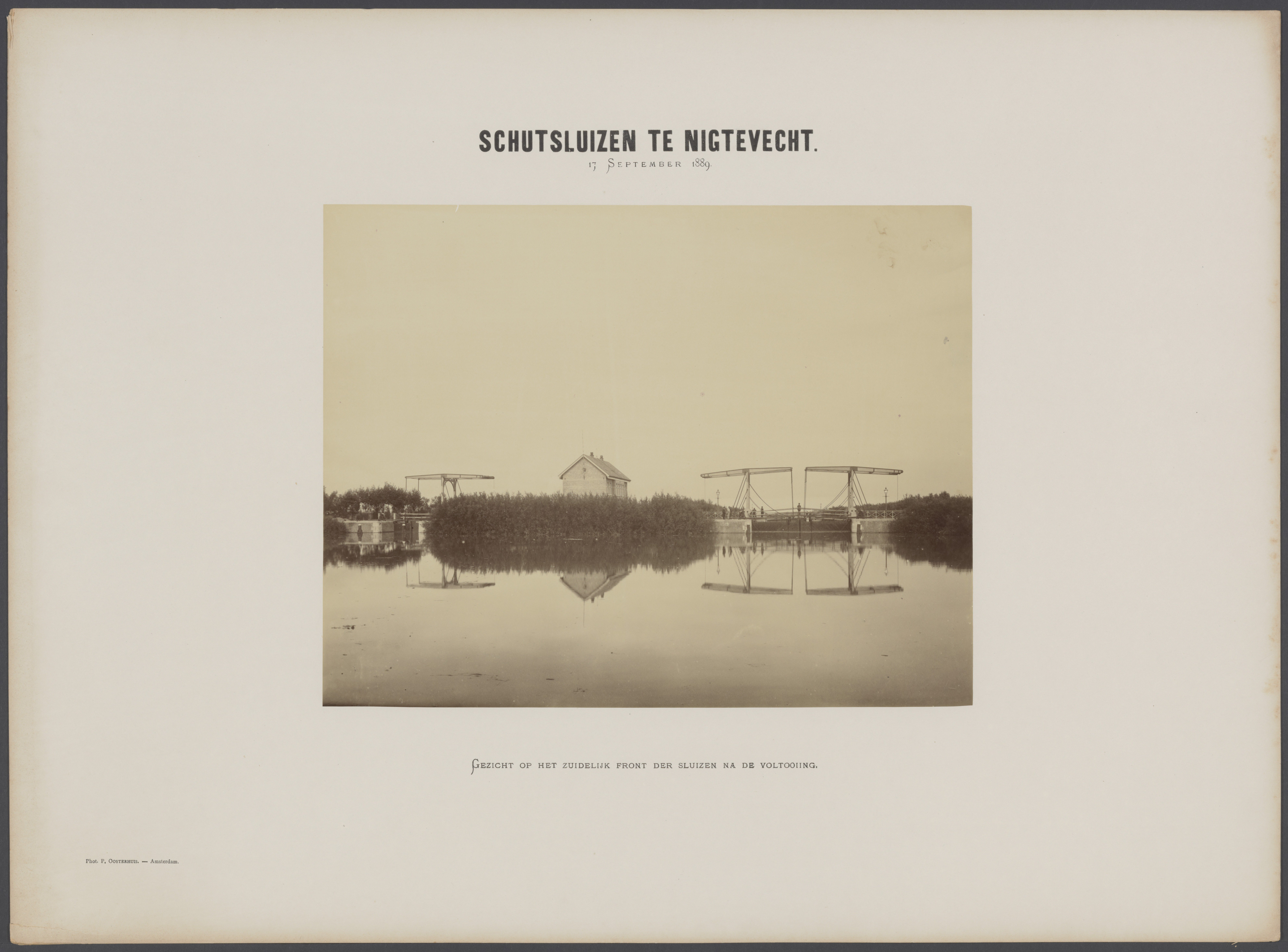
Het sluizencomplex met de bruggen bij de opening omstreeks 1889. Op de plaats van de dubbele ophaalbrug ligt de Brug Nigtevecht.

Brug Nigtevecht is een ophaalbrug gelegen langs de Vecht in Nigtevecht in de gemeente Stichtse Vecht in de provincie Utrecht.
Een brug op die plaats werd noodzakelijk door het graven van het Merwedekanaal dat in 1892 ingebruik werd genomen waarbij ter hoogte van Nigtevecht ook een verbinding kwam met de Vecht. Bij de aanleg zijn omstreeks 1889 naast elkaar een grote en kleine sluis gebouwd met verder dienstwoningen en over iedere sluis een ophaalbrug. De sluizen zijn een rijksmonument maar de bruggen, die gaandeweg zijn aangepast, zijn niet als monument beschermd.
De Brug Nigtevecht is vandaag de dag uitgevoerd als een enkelvoudige ophaalbrug met aangrenzend een bedieningspost. Ze overspant de grote sluis die de Vecht verbindt met het Amsterdam-Rijnkanaal, het in de 20e eeuw vergrote Merwedekanaal. De brug ligt in de Kanaaldijk Oost op de plaats waar in het centrum van Nigtevecht de Raadhuisstraat en Dorpsstraat samenkomen en de Kanaaldijk Oost een bocht naar rechts maakt en na de Vreelandseweg weer een bocht naar links. De brug is bestemd voor al het verkeer en buurtbus 522 van Syntus Utrecht rijdt over de brug.
De brug wordt beheerd door het Hoogheemraadschap Amstel, Gooi en Vecht en wordt bediend van 6.00 tot 22.00 uur maar in het weekeinde beperkter en in de winter op zondag niet.
In 2023 kwam de brug in het nieuws omdat het geregeld voorkomt dat de brug niet meer dicht kan en het verkeer dan vanuit Vreeland moet omrijden via Weesp. Dit ondanks dat de bediening op afstand werd vervangen door een brugwachter te plaatse.